# Ralph Foody
Ralph Wesley Foody  (* 13. November 1928 in Chicago, Illinois; † 21. November 1999 in Lexington, Kentucky) war ein US-amerikanischer Schauspieler.

## Biografie
In den Achtzigerjahren spielte Foody mehrere, meist kleinere Rollen, in denen er oft die Rolle eines ranghohen Polizeibeamten bzw. Militärangehörigen übernahm.
International bekannt ist er bis heute für seine zwei Nebenrollen in den Filmen Kevin – Allein zu Haus und Kevin – Allein in New York. In beiden Filmen übernimmt er die Rolle des Johnny, einem psychopathischen Mobster, der im ersten Teil der Filmreihe seinen Gläubiger (von Michael Guido dargestellt) und im zweiten Teil seine Geliebte mit einer Colt 1921AC Thompson erschießt, weil er glaubt, dass sie ihn betrogen hat. Beide Szenen wurden in schwarz-weiß gedreht und sind eine Parodie des 1938 erschienenen Gangsterfilms Chicago – Engel mit schmutzigen Gesichtern. Kevin – Allein in New York ist zugleich sein letzter Film. Foody verstarb 1999 im Alter von 71 Jahren an Krebs in Lexington.

## Filmografie

### Spielfilme
- 1965: Mickey One
- 1980: Blues Brothers (The Blues Brothers)
- 1985: Cusack – Der Schweigsame (Code of Silence)
- 1986: Der City Hai (Raw Deal)
- 1986: Vice Versa
- 1988: Nico (Above the Law)
- 1988: Betrayed
- 1989: The Package
- 1989: Music Box – Die ganze Wahrheit (Music Box)
- 1989: Cold Justice
- 1990: Kevin – Allein zu Haus (Home Alone)
- 1991: Curly Sue – Ein Lockenkopf sorgt für Wirbel (Curly Sue)
- 1992: Straight Talk
- 1992: The Babe – Ein amerikanischer Traum (The Babe)
- 1992: Kevin – Allein in New York (Home Alone 2: Lost in New York)

### Fernsehen
- 1981: Chicago Story (Fernsehfilm)
- 1984: The Lost Honor of Kathryn Beck (Fernsehfilm)
- 1985: Die Lady mit dem Colt (Lady Blue)
- 1990: Gabriel’s Fire

## Trivia
- Foodys Zitat „Keep the change, ya filthy animal.“ (deutsch: „Den Rest kannst du behalten, du Dreckschwein.“) bei dem Film Kevin – Allein zu Haus ist auf der Website der E! News auf dem sechsten Platz der „25 ikonischsten Zitate von Kevin – Allein zu Haus“ gelistet.[4]